# Storbritanniensvenskar
Storbritanniensvenskar (engelska: British Swedes) eller svenskar i Storbritannien är svenskar boende i någon av de brittiska riksdelarna; England, Nordirland, Skottland eller Wales. Svenskar i Storbritannien är en av de största svenskgrupperna utomlands. Uppemot 100 000 svenskar bor i Storbritannien.